# All I Really Want to Do (álbum)
All I Really Want To Do (en español: Todo lo que quiero hacer) es el primer álbum de estudio en solitario de la cantante y actriz estadounidense Cher y fue lanzado el 16 de octubre de 1965 por Imperial Records. El álbum fue producido para Cher por su entonces esposo y compañero de canto, Sonny Bono, con contribuciones del arreglista Harold Battiste. El álbum es, en general, una colección de versiones de portada, pero contiene tres canciones escritas por Bono. 
Tras su lanzamiento, el álbum fue bien recibido por los críticos y obtuvo críticas positivas. 

## Historia
Al mismo tiempo que el dúo Sonny & Cher debutaban en Atco Records, Sonny Bono arregló un acuerdo en solitario para Cher en el sello Imperial. [2] Después del éxito del sencillo "I Got You Babe" de Sonny & Cher, Bono decidió promocionar a su esposa como solista, produciendo su primer álbum de larga duración. El álbum fue el primer proyecto en solitario de Cher desde el lanzamiento de sus dos singles fallidos de 1964, "Ringo, I Love You" y "Dream Baby", publicado bajo los seudónimos Bonnie Jo Mason y Cherilyn, respectivamente. Todo lo que realmente quiero hacer, como el álbum debut de Sonny & Cher, Look at Us, contiene muchas versiones. El álbum incluye grabaciones de canciones de rock contemporáneas, uptempo, pero también tiene un sesgo algo folky, con el fin de diferenciarlo del estilo musical de los discos de Sonny y Cher. [2] En el álbum, Cher cubrió tres canciones escritas e interpretadas por Bob Dylan, "All I Really Want To Do", "Blowin 'in the Wind" y "Do not Think Twice, It's All Right". [2] El álbum contiene Bono-penned "Needles and Pins", que fue un éxito para la banda británica, The Searchers, en 1963. [2] El álbum también incluyó "I Go to Sleep" de Ray Davies, que luego fue un éxito en el Reino Unido para The Pretenders, y la versión de Cher de la canción tradicional, "See See Rider", arreglada por Sonny Bono, Charles Greene y Robert. Piedra. Otras portadas del álbum son "Ella piensa que todavía me importa", "Las campanas de Rhymney" y "Ven y quédate conmigo". Durante las sesiones de grabación del álbum, Cher grabó una canción escrita por Bono, titulada "I'm Gonna Love You", que no apareció en el álbum, pero se publicó como el lado B del sencillo "Todo lo que realmente quiero hacer" . La canción se incluyó más tarde en el álbum de la banda sonora de 1967 Sonny & Cher, Good Times.
All I Really Want To Do ha recibido críticas positivas de críticos de música, con Tim Sendra, del sitio web Allmusic, que le da al álbum cuatro estrellas. Sendra también notó que el álbum presenta a Sonny Bono "usando sus habilidades de producción derivadas de Spector para crear fondos ricos, repiques para que Cher cante sobre ellos", y describió el disco como "uno de los discos folk-pop más fuertes de la época". [ 3] Sendra llegó a notar que "Cher no es la cantante más sutil, pero suena joven y llena de vida en estos temas, como si realmente creyera en lo que canta (un sentimiento que no siempre le sucede) material más liviano). "[3]
En 1992, All I Really Want To Do y el siguiente álbum en solitario de Cher, The Sonny Side of Chér, fueron reeditados en un CD por EMI Records. [4] Más tarde, en 1995, EMI lanzó una colección titulada The Originals, que incluía All I Really Want To Do, The Sonny Side of Chér, y el tercer álbum en solitario de Cher, Cher. [4] El álbum fue nuevamente relanzado en un CD con The Sonny Side of Chér por BGO Records en 2005 en el Reino Unido solamente. El disco original de doce pistas "Todo lo que realmente quiero hacer" nunca se ha emitido en Compact Disc por sí solo. [4]

## Chart
Todo lo que realmente quiero hacer fue un éxito en la lista de álbumes Billboard 200, alcanzando su punto máximo en el # 16. El álbum entró en la lista, mientras que el álbum debut de Sonny & Cher, Look at Us, seguía en el puesto n. ° 2. El álbum también entró en la lista de álbumes del Reino Unido, debutando en el número 20 a principios de octubre de 1965 y alcanzando el número 7 dos semanas después. [5] El álbum permaneció en la lista del Reino Unido durante nueve semanas entre principios de octubre y finales de noviembre. [5] Aunque All I Really Want To Do llegó a la lista de álbumes del Reino Unido, no logró trazar en Europa.

## Sencillo
La canción "All I  Really Want To Do" fue el único sencillo que se sacó del álbum y alcanzó el puesto # 15 en el Billboard Hot 100 y el # 9 en el cuadro de singles del Reino Unido. [5] La canción también ingresó a los gráficos individuales de Canadá, Holanda y Suecia. "All I Really Want To Do" fue el primer sencillo lanzado por Cher bajo ese nombre y también fue su primer éxito en solitario. El álbum también contenía la canción escrita por Bono, "Dream Baby", que había sido lanzada como sencillo en 1964 por Cher, bajo el seudónimo de Cherylin.
La idea inicial de cubrir "Todo lo que realmente quiero hacer" llegó cuando Cher escuchó a la banda de rock folk de Los Ángeles, The Byrds, interpretarla durante su residencia antes de la fama en el club nocturno de Ciro en Sunset Strip en marzo de 1965. [6] 7] Una pequeña controversia entre Cher y The Byrds se produjo cuando Columbia Records (el sello discográfico de The Byrds) dijo que Cher y Sonny Bono habían grabado una de las apariciones de The Byrds en Ciro sin permiso, para usar parte del repertorio de la banda. ("All I Really Want To Do" y "The Bells of Rhymney") en el propio álbum de Cher. [6] Aunque The Byrds planeó emitir "All I Really Want To Do" como solteros, no se preocuparon por el lanzamiento inminente de la grabación de Cher, sintiendo que había suficiente espacio en las listas para ambas versiones. [6] En un intento de represalia por enterrar la versión de Cher, Columbia lanzó el sencillo "Todo lo que realmente quiero hacer" de The Byrds y ambas versiones ingresaron al Billboard Hot 100 durante la misma semana. [6] [8] Se produjo una batalla en el cuadro, en gran medida instigada por Columbia Records y la prensa musical, pero finalmente la versión de The Byrds se estancó en el puesto 40 en las listas de Estados Unidos, mientras que la cobertura de Cher llegó al número 15. [6] En el Reino Unido, sin embargo, ambas versiones llegaron al top 10, la versión de Byrds alcanzó el n. ° 4 y la grabación de Cher alcanzó el n. ° 9. [9]

## Información general
Después del éxito mundial de “I Got You Babe” de Sonny & Cher, Cher decidió comenzar su carrera como solista con All I Really Want To Do, que fue producido por Sonny Bono. El álbum contiene una serie de covers musicales de diversos éxitos de la época de los sesenta, también una nueva versión de la canción “Dream Baby” que Cher lanzó en los años anteriores bajo el seudónimo de Cherylin. El único sencillo del álbum es un cover de éxito de Bob Dylan, igualmente titulado “All I Really Want to Do”. 

## Lista de canciones
| Lado A |                           |                           |          |  |
| N.º    | Título                    | Escritor(es)              | Duración |  |
| 1.     | «All I Really Want to Do» | Bob Dylan                 | 2:56     |  |
| 2.     | «I Go to Sleep»           | Ray Davies                | 2:28     |  |
| 3.     | «Needles and Pins»        | Sonny Bono, Jack Nitzsche | 2:26     |  |
| 4.     | «Don't Think Twice»       | Bob Dylan                 | 2:25     |  |
| 5.     | «He Thinks I Still Care»  | Dickey Lee Lipscomb       | 2:15     |  |
| 6.     | «Dream Baby»              | Sonny Bono                | 2:58     |  |

| Lado B |                         |                                                                |          |  |
| N.º    | Título                  | Escritor(es)                                                   | Duración |  |
| 1.     | «The Bells of Rhymney»  | Idris Davies, Pete Seeger                                      | 3:07     |  |
| 2.     | «Girl Don't Come»       | Chris Andrews                                                  | 2:05     |  |
| 3.     | «See See Rider»         | traditional, arranged Sonny Bono, Charles Greene, Robert Stone | 2:38     |  |
| 4.     | «Come and Stay with Me» | Jackie DeShannon                                               | 2:45     |  |
| 5.     | «Cry Myself to Sleep»   | Mike Gordon                                                    | 2:18     |  |
| 6.     | «Blowin' in the Wind»   | Bob Dylan                                                      | 3:24     |  |

## Créditos
Personal
| - Cher - lead vocals - Sonny Bono - record producer - Bill Marx - accordion, keyboards - René Hall - bass - Cliff Hills - bass - Mel Pollan - bass - Lyle Ritz - bass - Frank Capp - drums - Sharkey Hall - drums - Jessie Sailes - drums - Monte Dunn - guitar - Jeff Kaplan - guitar | - Barney Kessel - guitar - Steve Mann - guitar - Donald Peake - guitar - Mike Post - guitar - Randy Sterling - guitar - Michel Rubini - keyboards - Frank DeVito - percussion - Gene Estes - percussion - Brian Stone - percussion - Julius Wechter - percussion - Harold Battiste - piano - Recorded at Gold Star Recording Studios, Hollywood, CA |

Producción
- Sonny Bono - productor discográfico
- Harold Battiste - piano

## Listas de popularidad
| 1965           |                  |    |
| Estados Unidos | US Billboard 200 | 16 |
| Reino Unido    | UK Albums Chart  | 7  |